# Revolta de l'Espadà
La revolta de l'Espadà fou una insurrecció protagonitzada pels moriscos a la serra d'Espadà entre els mesos de març i de setembre de l'any 1526.

## Antecedents
El bateig forçat de la població musulmana durant les Germanies i la validesa que a eixe sagrament li donà l'Església després del conflicte, els plans d'unificació religiosa de la Monarquia Hispànica o l'ordre d'expulsió decretat per Carles I de tots els moriscos que continuaren fidels a l'islam. provocaren el 1525 la revolta dels sarraïns de la serra de Bèrnia, i també els de Benaguasil. Derrotats aquests últims el 17 de març de 1526, fugiren cap a la serra d'Espadà.

## La revolta
Els fugits feren revoltar-se als moros d'Eslida i de la Vall d'Uixó.
Alçats uns 4.000 homes en armes, un morisc de l'Algar, Selim Almansor, es va convertir en el cabdill de la revolta que, no només va tindre un caràcter defensiu, sinó que, a més a més, comptà amb diversos episodis d'atacs als nuclis cristians veïns de la Serra, com el de la profanació de l'església de Xilxes.
La batalla final de la revolta es produí a partir del 19 de setembre, quan un exèrcit cristià de 7.000 hòmens envaí l'Espadà i aconseguí, al remat, véncer els moriscos encastellats als cims de Benialí i del massís del pic de l'Espadà.

## Conseqüències
La conversió forçada dels antics musulmans, i sobretot la por a noves sublevacions, va fer que molt prompte es dubtara de la sinceritat de la seua fe. També foren acusats de protegir i ajudar a la pirateria turca. Finalment, Felip III, decretà l'expulsió de tots els moriscos del territori actualment espanyol.